# 폴란드의 세계유산

폴란드의 세계유산은 세계유산 위원회를 거쳐 유네스코 세계유산에 등재된 폴란드의 세계유산을 일컫는다. 폴란드는 1976년 6월 29일 유네스코 협약에 비준하였으며, 15건의 문화유산과, 2건의 자연유산을 보유하고 있다.

## 목록

### 문화유산
| No. | 사진 | 등록명                                                                        | 소재지                          | 등록년도             | 등록기준      | 유네스코 지정번호 | 비고 |
| 1   |      | 크라쿠프 역사 지구                                                            | 마워폴스카주                    | 1978년 2010년        | (ⅳ)           | 29                |      |
| 2   |      | 비엘리치카와 보흐니아 왕립 소금 광산                                          | 마워폴스카주                    | 1978년 2008년 2013년 | (ⅳ)           | 32                |      |
| 3   |      | 아우슈비츠 비르케나우 – 독일 나치 강제 수용소 및 집단 학살 수용소 (1940~1945) | 마워폴스카주                    | 1979년               | (ⅵ)           | 31                |      |
| 4   |      | 바르샤바 역사 지구                                                            | 마조프셰주                      | 1980년               | (ⅱ), (ⅵ)      | 30                |      |
| 5   |      | 자모시치 옛 시가지                                                            | 루블린주                        | 1992년               | (ⅳ)           | 564               |      |
| 6   |      | 토룬 중세 마을                                                                | 쿠야비포모제주                  | 1997년               | (ⅱ), (ⅳ)      | 835               |      |
| 7   |      | 말보르크의 독일 기사단 성                                                     | 포모제주                        | 1997년               | (ⅱ), (ⅲ), (ⅳ) | 847               |      |
| 8   |      | 칼바리아 제브지도프스카, 마니에리스모 건축과 공원 단지 및 순례 공원           | 마워폴스카주                    | 1999년               | (ⅱ), (ⅳ)      | 905               |      |
| 9   |      | 야보르와 시비드니차의 자유 교회                                               | 돌니실롱스크주                  | 2001년               | (ⅲ), (ⅳ), (ⅵ) | 1054              |      |
| 10  |      | 소폴란드 남부의 목조 교회                                                     | 마워폴스카주 포트카르파츠키에주 | 2003년               | (ⅲ), (ⅳ)      | 1053              |      |
| 11  |      | 무스카우 공원 / 무자코프 공원                                                 | 폴란드 루부시주 독일            | 2004년               | (ⅰ), (ⅳ)      | 1127              |      |
| 12  |      | 브로츠와프의 백주년관                                                         | 돌니실롱스크주                  | 2006년               | (ⅰ), (ⅱ), (ⅳ) | 1165              |      |
| 13  |      | 폴란드와 우크라이나 카르파티아 지역의 목조 체르크바                           | 폴란드 마워폴스카주 우크라이나  | 2013년               | (ⅲ), (ⅳ)      | 1424              |      |
| 14  |      | 타르노프스키에구리의 납-은-아연 광산과 지하수 관리 시스템                     | 실롱스크주                      | 2017년               | (ⅰ), (ⅱ), (ⅳ) | 1539              |      |
| 15  |      | 크셰미온키의 선사 줄무늬 부싯돌 광산                                          | 시비엥토크시스키에주            | 2019년               | (ⅲ), (ⅳ)      | 1599              |      |

### 자연유산
| No. | 사진 | 등록명                                                              | 소재지 | 등록년도      | 등록기준 | 유네스코 지정번호 | 비고             |
| 1   |      | 비아워비에자 삼림 지대                                              | 폴란드 벨라루스 | 1979년 1992년 | (ⅸ), (ⅹ) | 33                | 벨라루스와 공유  |
| 2   |      | 카르파티아 및 유럽의 기타 지역에 생육하는 고대 및 원시 너도밤나무숲 | 폴란드 독일 루마니아 벨기에 보스니아 헤르체고비나 북마케도니아 불가리아 스위스 스페인 슬로바키아 슬로베니아 알바니아 오스트리아 우크라이나 이탈리아 체코 크로아티아 프랑스 | 2021년        | (ⅸ)      | 1133              | 18개국 공동 등재 |

## 지역별 분포
문화유산 (1.비엘리치카 왕립 소금 광산 | 2.칼바리아 제브지도프스카 | 3.아우슈비츠 강제 수용소 | 4.소폴란드 남부의 목조 교회)
 자연유산　　　　　　　　　　　　　　　　　　　　　　　　　　　　
 복합유산　　　　　　　　　　　　　　　　　　　　　　　　　　　　　

## 같이 보기
- 폴란드의 역사기념물 목록